# Barbara Hendricks (Sängerin)

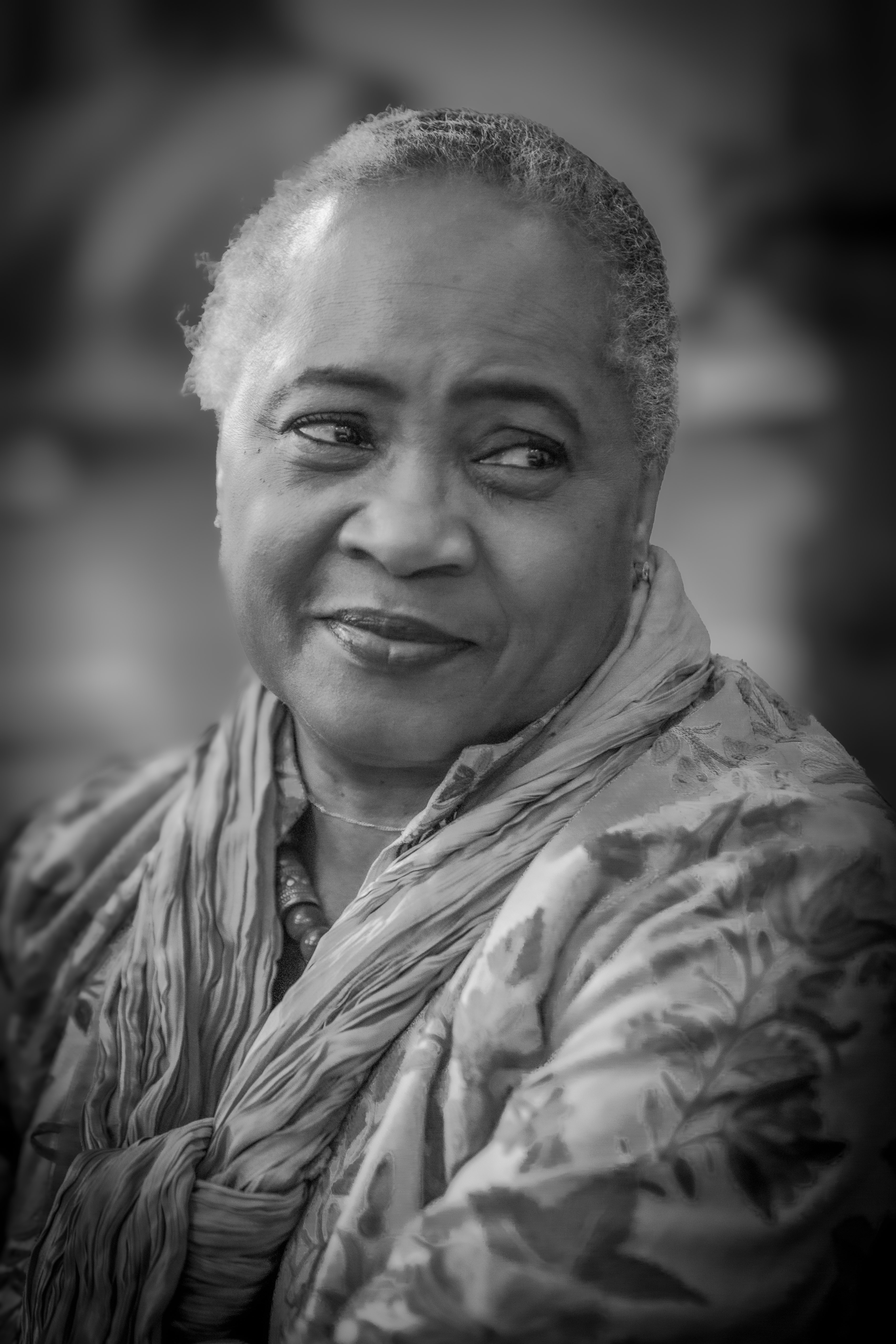
Barbara Hendricks (2016)

Barbara Hendricks (* 20. November 1948 in Stephens, Ouachita County, Arkansas) ist eine US-amerikanische Sopranistin, die seit ihrer Heirat mit einem Schweden die schwedische Staatsbürgerschaft besitzt. Bekannt als Opern- und Konzertsängerin, engagiert sie sich für die Menschenrechte. Sie lebt seit 1977 in Europa, seit 1985 in der Schweiz.

## Leben und Karriere
Hendricks besuchte zunächst die University of Nebraska-Lincoln und erlangte im Alter von 20 Jahren einen Bachelortitel in Mathematik und Chemie. Sie studierte anschließend bei der Mezzosopranistin Jennie Tourel an der Juilliard School und erwarb den Bachelortitel in Musik. 1974 debütierte Hendricks als Opernsängerin mit Auftritten beim Glyndebourne Festival und an der San Francisco Opera. Im Laufe ihrer Karriere ist sie an den wichtigsten Opernhäusern weltweit aufgetreten, darunter an der Pariser Oper, der Metropolitan Opera, dem Royal Opera House in Covent Garden und am Teatro alla Scala. 1998 sang sie die Rolle der Liu in der historischen Aufführung von Turandot (Puccini) in der Verbotenen Stadt in Peking. Hendricks ist in mehr als 20 Partien aufgetreten, 12 davon liegen in Einspielungen vor. Beim Montreux Jazz Festival im Jahre 1993 debütierte Hendricks im Jazzgesang. Seither ist sie bei großen Jazz-Festivals weltweit aufgetreten. Im Februar 2013 trat Barbara Hendriks mit 15 weiteren Musikern bei einer Hommage an den kurz zuvor verstorbenen Gründer des Montreux Jazz Festivals, Claude Nobs, auf.
2007 war sie auch als Schauspielerin in dem Kinofilm Disengagement von Amos Gitai zu sehen. In der von Simon Stockhausen komponierten Filmmusik, die auf Gustav Mahlers Das Lied von der Erde basiert, übernahm sie die Gesangspartien. Im Januar 2007 präsentierte Hendricks ihr eigenes Plattenlabel Arte Verum. Mit Canciones españolas brachte sie ihre erste CD auf den Markt. Nach 20 Jahren unermüdlicher Bemühungen um die Anliegen des Hohen Flüchtlingskommissars der Vereinten Nationen wurde sie zur Ehrenbotschafterin des UNHCR auf Lebenszeit ernannt. 1998 gründete sie eine Stiftung zur Verhinderung von bewaffneten Konflikten.

## Ehrungen
- Bambi (Auszeichnung) (1992)
- Prinzessin-von-Asturien-Preis (2000)
- Mitglied der Königlich Schwedischen Musikakademie
- Ordre des Arts et des Lettres, Commandeur (1986)
- Ritter der Ehrenlegion, durch Präsident François Mitterrand (1992)
- Ehrendoktorate
  - Université catholique de Louvain
  - Universität Grenoble
  - University of Dundee
  - University of Nebraska-Lincoln
  - Juilliard School